# Брохосома
Брохосомы (от др.-греч. βρóχoς — ячея сети и σωμα — тело) — микроскопические гранулы с ячеистой структурой, которые секретируются специализированными отделами мальпигиевых сосудов полужесткокрылых насекомых из семейства цикадок (Cicadellidae). С помощью ног цикадки переносят брохосомы на разные участки поверхности тела. Некоторые виды также используют брохосомы для защиты кладок яиц. Эти частицы являются одним из естественных компонентов атмосферного аэрозоля.

## История открытия и распространение
Брохосомы были впервые обнаружены в 1952 году с помощью электронного микроскопа на прозрачных крыльях и в каплях воды после контакта с поверхностью насекомых, в том числе цикадок и комаров Позже было показано, что брохосомы секретируются в мальпигиевых сосудах цикадок. Сообщения об обнаружении брохосом у других насекомых не подтверждаются и, как правило, являются результатом загрязнения. Брохосомы секретируются большинством изученных видов цикадок. У некоторых видов брохосомы секретируются во всех возрастах после вылупления из яйца, а у других — только на стадии имаго.

## Состав и строение
Брохосомы состоят в основном из белков, вероятно с участием липидов. Большинство видов цикадок секретируют полые сферические брохосомы со стенкой похожей на пчелиные соты. Диаметр таких брохосом обычно составляет 0,2—0,7 микрометра. Часто они имеют в основе форму усеченного икосаэдра, так же как, например, футбольный мяч и фуллерен C60. Размер и форма брохосом зависят от вида цикадки. У некоторых видов подсемейства Cicadellinae самки секретируют палочковидные или трубчатые брохосомы разнообразной формы, которые используются при откладке яиц.

## Морфогенез
Брохосомы формируются внутри крупных секреторных клеток в утолщенной средней части мальпигиевых сосудов. Они зарождаются как заполненные гомогенным материалом секреторные пузырьки (вакуоли), отпочковывающихся от аппарата Гольджи, и постепенно развиваются в зрелые частицы, которые в больших количествах выбрасываются в просвет сосуда. Механизм формирования брохосом не выяснен.

## Нанесение на покровы
Вскоре после линьки насекомое выделяет через кишечник капли суспензии брохосом, которые либо подхватываются ногами и переносятся на кутикулу, либо (у нимф) размазываются по телу особыми движениями брюшка. После высыхания суспензии, слой брохосом обрабатывается и выглаживается быстрыми движениями ног, снабженных рядами специализированных щетинок. Некоторые виды запасают сухие брохосомы на надкрыльях в виде белых плоских пятен секрета, которые ошибочно принимались за поля восковых желез.

## Функции
Слой брохосом на кутикуле делает её сверхгидрофобной. Это предотвращает её от загрязнения жидкими, часто сахаристыми экскрементами цикадок. В некоторых родах подсемейства Cicadellinae самки после откладки яиц запудривают эпидермис растения, под который были отложены яйца, слоем специализированных палочковидных брохосом. Этот слой замедляет процесс откладки яиц паразитическими перепончатокрылыми хальцидами в яйца цикадки.